# Lycoming LTP 101

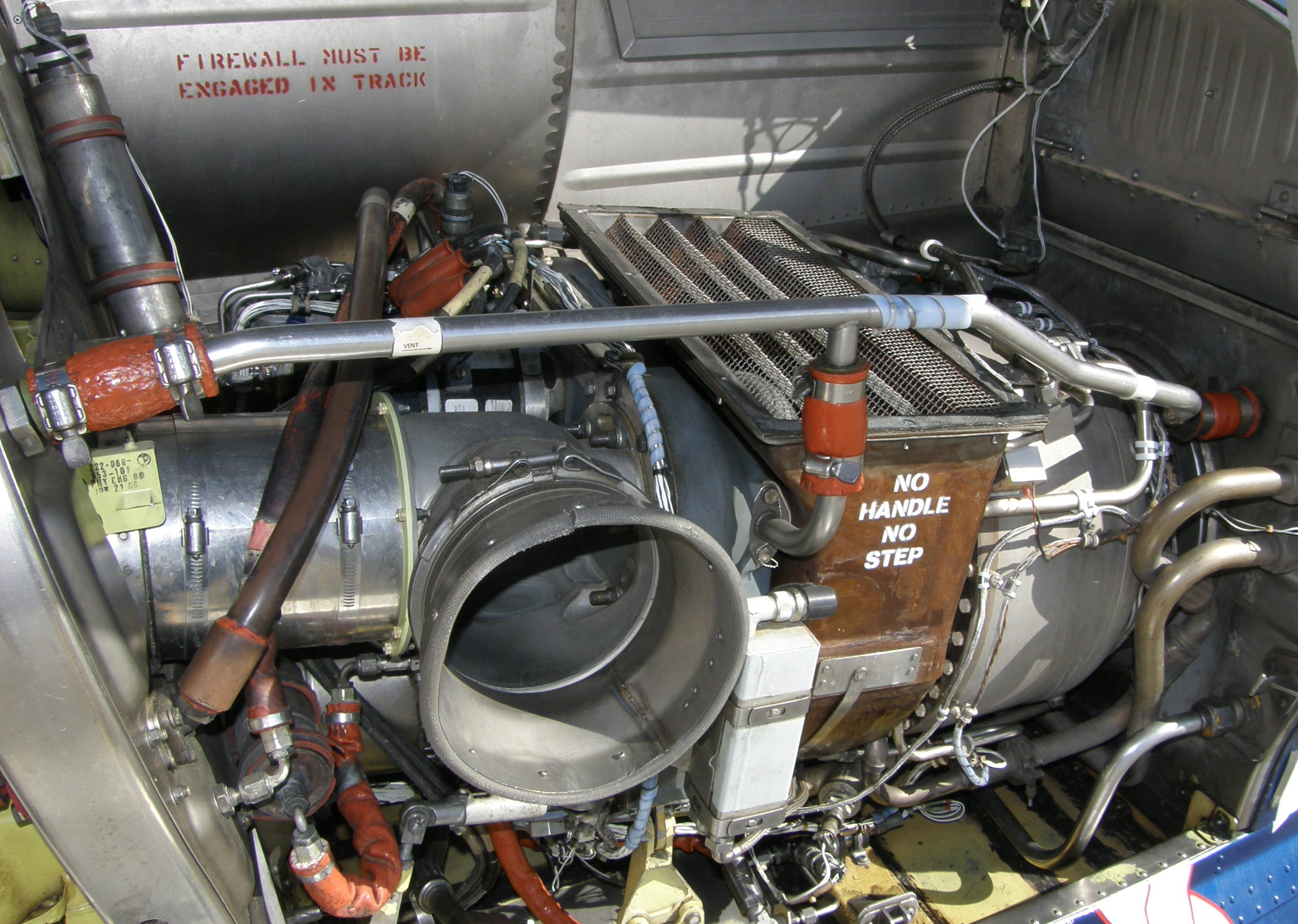
Honeywell LTS-101-750 in einer Bell 222U

Die Lycoming LTP 101 (heute Honeywell LTP 101) ist eine Turboprop-Gasturbine für Luftfahrzeuge. Die Turbine entspricht weitestgehend der Hubschrauber-Wellenturbine Lycoming LTS 101 (heute Honeywell LTS 101, zwischenzeitlich auch Avco Lycoming LTS 101 oder Textron LTS 101). Hersteller ist Lycoming, ein US-amerikanischer Hersteller von Flugmotoren, der zur Textron Group gehört.
Der Verdichter besteht aus einer axialen und einer radialen Stufe. Nach der rückwärts durchströmten Brennkammer wird das Arbeitsgas in je einer axialen Turbine für den Verdichterantrieb und den Wellenantrieb entspannt. Die Turbine kann sowohl Zug- als auch Druckschrauben antreiben.
Die FAA-Zulassung erfolgte 1976. Serienmäßig wurde die Turbine unter anderem in der Piaggio P.166-DL3 und der Air Tractor AT-302 verwendet. Dazu wurde sie für verschiedene Umbauten verwendet, so wurde eine umgerüstete Dornier Do 28 D Skyservant 1978 auf der ILA in Hannover gezeigt. Auch bei einer Versuchsausführung mit Turbopropantrieb der Britten-Norman BN-2 Islander wurde sie verwendet. Dazu kommen noch eine Reihe von Umbauten von Cessna 360 und Cessna 421 durch Riley Aircraft Corporation.
Das LTS 101 wird unter anderem als Antrieb für die Bell 222, Eurocopter HH-65A, MBB/Kawasaki BK 117 und Eurocopter AS350D eingesetzt. Seit seiner Zulassung 1975 wurde mehr als 2000 Stück gebaut.
Die neueste Ausbaustufe ist die LTS101-850B-2, die 15 % Prozent mehr Startleistung bzw. 18 % mehr Leistung bei sauerstoffarmen Bedingungen (hot & high) bieten soll. Nach ihrer Zertifizierung wird sie für die BK 117 angeboten. Dabei werden bereits vorhandene Turbinen mit neuen Teilen nachgerüstet.

## Technische Daten
| Name          | LPT 101                                     | LTS 101-600 | LTS 101-750B1 |
| ------------- | ------------------------------------------- | ----------- | ------------- |
| Länge         | 938 mm                                      | 780 mm      | 795 mm        |
| Höhe          | 521 mm                                      |             |               |
| Gewicht       | 147 kg                                      | 115 kg      | 123 kg        |
| Startleistung | 462 ekW (LPT 101-600) 522 ekW (LPT 101-700) | 485 kW      | 542 kW        |